# Pithecia
Pithecia (Desmarest, 1804) è un genere di primati platirrini della famiglia dei Pitecidi: assieme ai generi Cacajao e Chiropotes va a comporre la sottofamiglia dei Pitheciinae.
Al genere vengono ascritte quelle conosciute col nome comune collettivo di pitecie o saki.

Gli appartenenti al genere vivono in America Meridionale, dalla Colombia meridionale a nord alla Bolivia settentrionale a sud, fino alle foci del Rio delle Amazzoni ad est.
Si tratta di animali lunghi circa un metro in totale, con la coda non prensile e lunga quanto il corpo: il pelo, lungo e setoloso, ha colori scuri come il nero o il bruno, a seconda della specie.
Le pitecie sono animali diurni ed arboricoli: vivono in gruppi familiari composti da coppie rigorosamente monogame, coi loro cuccioli. Tali gruppi delimitano e difendono un proprio territorio, utilizzando in occasione di intrusioni delle particolari vocalizzazioni simili a ruggiti. Sono tuttavia solitamente animali assai cauti e timorosi, che scompaiono nella vegetazione folta al minimo sentore di pericolo.
Si nutrono di frutta, con una particolare predilezione per i frutti non ancora maturi (caratteristica di tutti i Pitheciinae): alla bisogna, non disdegnano di mangiare anche fiori, foglie, insetti ed occasionalmente anche piccoli vertebrati.
La gestazione dura sei mesi, al termine dei quali viene dato alla luce un unico cucciolo, che viene svezzato a quattro mesi e si affranca dai genitori a tre anni d'età. Non sembra esserci un ciclo stagionale delle nascite, quindi si possono osservare femmine con cuccioli durante tutto l'anno.
In cattività, questi animali vivono più di trent'anni.

## Tassonomia
Al genere vengono correntemente ascritte cinque specie:
- Famiglia Pitheciidae
  - Sottofamiglia Pitheciinae
    - Genere Pithecia
      - Pithecia aequatorialis - pitecia equatoriale
      - Pithecia albicans - pitecia bianca
      - Pithecia irrorata - pitecia calva
      - Pithecia monachus - pitecia monaca
      - Pithecia pithecia - pitecia dalla faccia bianca